# Frank Oppenheimer
Frank Friedman Oppenheimer (New York, 14 agosto 1912 – Sausalito, 3 febbraio 1985) è stato un fisico statunitense.
È stato professore di fisica all'Università del Colorado e fondatore dell'Exploratorium di San Francisco, di cui è stato il primo direttore. Fratello minore di Robert Oppenheimer (noto per i suoi contributi alla meccanica quantistica e al progetto Manhattan che portò alla costruzione della prima bomba atomica), ha vissuto a Sausalito, in California, fino alla sua morte nel 1985.

## Biografia
Nato a New York il 14 agosto 1912, in gioventù ha studiato pittura e ha imparato a suonare il flauto, tanto da considerare la possibilità di una carriera come flautista. Successivamente, decise di dedicarsi allo studio delle scienze. Dopo la laurea alla Johns Hopkins University nel 1933, ha studiato per un anno e mezzo nel Cavendish Laboratory a Cambridge, in Inghilterra. Nel 1935, ha lavorato allo sviluppo di un contatore di particelle subatomiche presso l'Osservatorio astrofisico di Arcetri a Firenze in Italia.
Mentre era intento a completare un dottorato al California Institute of Technology, Frank Oppenheimer si fidanzò con Jaquenette (detta Jackie) Quann, una studentessa in economia all'Università di Berkeley, attiva nella Young Communist League. Nel 1936 i due si sposarono e si iscrissero entrambi al Partito Comunista degli Stati Uniti d'America, nonostante le raccomandazioni del fratello maggiore Robert.
Durante la seconda guerra mondiale, Robert divenne il direttore scientifico del Progetto Manhattan, che aveva lo scopo di produrre le prime armi atomiche per gli alleati. Dal 1941 al 1945 Frank ha lavorato al Lawrence Berkeley National Laboratory al problema della separazione dell'isotopo di uranio, sotto la direzione di Ernest Orlando Lawrence, buon amico di Robert. Nel 1945 si unì al lavoro del laboratorio segreto di Los Alamos dove era il fratello.
Dopo la guerra, Frank Oppenheimer tornò a Berkeley per lavorare con Luis Alvarez e Wolfgang Panofsky allo sviluppo di un acceleratore lineare di protoni. Nel 1947 acquisì il posto di Assistente Professore in Fisica all'Università del Minnesota,
dove partecipò una scoperta relativa ai raggi cosmici.
Il 12 luglio 1947 il quotidiano Washington Times Herald pubblicò la notizia in merito al fatto che Frank Oppenheimer era stato iscritto al Partito Comunista dal 1937 al 1939. Inizialmente, Frank negò, ma poi ammise la verità sul suo passato
.
A giugno del 1949, all'interno di una più larga indagine inerente a possibili cattivi utilizzi dei "segreti nucleari" durante il periodo bellico, venne convocato dalla Commissione contro gli attivisti anti-americani del Congresso degli Stati Uniti. Di fronte alla commissione, Frank testimoniò che lui e sua moglie erano stati membri del Partito Comunista per circa un anno e mezzo. Nel 1937 furono coinvolti in un'azione contro la piscina pubblica di Pasadena che era aperta ai non-bianchi solo il mercoledì e che per il giorno successivo veniva svuotata e sostituita l'acqua. Oppenheimer si rifiutò di indicare nomi di altri membri del partito. Il fatto che il fratello del famoso fisico J. Robert Oppenheimer fece parte del Partito Comunista fece scalpore nell'America del Maccartismo e portò Frank a rassegnare le proprie dimissioni all'Università del Minnesota.
Dopo essere stato etichettato come "Comunista", Oppenheimer non poté trovare facilmente lavoro come fisico. Frank e Jackie dovettero vendere uno dei dipinti di Van Gogh ereditati dal padre, e comprare col denaro ricavato un terreno a Pagosa Springs, in Colorado, dove si trasferirono e iniziarono ad allevare bestiame e dove, per un breve periodo, Frank insegnò scienze nella locale scuola. Sotto la guida di Oppenheimer, alcuni studenti dell'High School di Pagosa Springs conquistarono il primo premio alla fiera della scienza dello stato di Colorado.
Nel 1957, il periodo della "seconda paura rossa" stava perdendo di intensità e Oppenheimer continuava ad insegnare scienze alla locale scuola superiore. In due anni, supportato da Hans Bethe, George Gamow e Victor Weisskopf, gli venne offerto un posto all'Università del Colorado come docente di fisica, ed è stato lì che iniziò ad interessarsi all'educazione alle materie scientifiche. Venne finanziato dal National Science Foundation per sviluppare nuovi metodi pedagogici, che ebbero risultato nella creazione di una "Biblioteca di Esperimenti"; rapidamente creò un centinaio di modelli per replicare dei classici esperimenti da laboratorio che potevano essere utilizzati per aiutare nell'insegnamento della fisica per i bambini delle scuole elementari.
Nel 1965, Oppenheimer ricevette il premio Guggenheim Fellowship per lo studio della storia della fisica e per condurre delle ricerche nella Camera a bolle dell'Università di College, a Londra.
Quattro anni dopo, venne aperto l'Exploratorium, un museo interattivo di arte, scienze e percezione umana fondato sull'idea che la scienza dovrebbe essere divertente e accessibile per le persone di tutte le età. Il museo era situato nel Palace of Fine Arts di San Francisco. Frank Oppenheimer fu direttore del museo fino alla sua morte che avvenne nella sua casa di Sausalito, in California, nel 1985.
Dopo la sua morte, Jon Else gli successe come direttore del museo.